# 2,4,6-Tribromanilin
2,4,6-Tribromoanilin ist eine chemische Verbindung aus der Gruppe der Anilinderivate.

## Gewinnung und Darstellung
2,4,6-Tribromoanilin kann durch Reaktion von Anilin mit Brom in Essigsäure oder Wasser gewonnen werden.

## Eigenschaften
2,4,6-Tribromoanilin ist ein farbloser bis beiger Feststoff, der praktisch unlöslich in Wasser ist. Er besitzt eine orthorhombische Kristallstruktur mit der Raumgruppe P212121 (Raumgruppen-Nr. 19) mit den Gitterparametern a = 13,441 Å; b = 14,623 Å und c = 4,263 Å sowie 4 Formeleinheiten pro Elementarzelle.

## Verwendung
2,4,6-Tribromoanilin kann als Zwischenprodukt zur Herstellung anderer chemischer Verbindungen (wie zum Beispiel 1,3,5-Tribrombenzol) verwendet werden.